# Luxembourg au Concours Eurovision de la chanson 1976
Le Luxembourg a participé au Concours Eurovision de la chanson 1976 à La Haye, aux Pays-Bas. C'est la 20e participation luxembourgeoise au Concours Eurovision de la chanson.
Le pays est représenté par le chanteur Jürgen Marcus et la chanson Chansons pour ceux qui s'aiment, sélectionnés par Télé Luxembourg au moyen d'une finale nationale.

## Sélection

### Finale nationale luxembourgeoise
Le radiodiffuseur luxembourgeois, Télé Luxembourg (RTL), organise pour la première fois une finale nationale, au lieu de la sélection interne habituelle, afin de sélectionner l'artiste et la chanson représentant le Luxembourg au Concours Eurovision de la chanson 1976.
Peu d'informations sont connues à propos de cette finale nationale, seuls les titres des chansons ainsi que leurs interprètes et le classement des chansons sont connus.
Cinq chansons différentes participent à la finale nationale luxembourgeoise. Les chansons sont toutes interprétées en français, l'une des langues officielles du Luxembourg.
Lors de cette sélection, c'est la chanson Chansons pour ceux qui s'aiment, écrite par Fred Jay (de) et Vline Buggy, composée par Jack White (en) et interprétée par le chanteur allemand Jürgen Marcus, qui fut choisie avec Jo Plée comme chef d'orchestre.

#### Finale
| Ordre | Artiste            | Chanson                           | Points | Place |
| ----- | ------------------ | --------------------------------- | ------ | ----- |
| 1     | Best Wishes        | Brasilo, Brasila                  | –      | 2     |
| 2     | Jürgen Marcus      | Chansons pour ceux qui s'aiment   | –      | 1     |
| 3     | Marianne Rosenberg | Tout peut arriver au cinéma       | –      | 3     |
| 4     | Il était une fois  | Tu sais que l'amour est une fleur | –      | 4     |
| 5     | Gianni Nazzaro     | Un jour l'amour viendra           | –      | 5     |

## À l'Eurovision

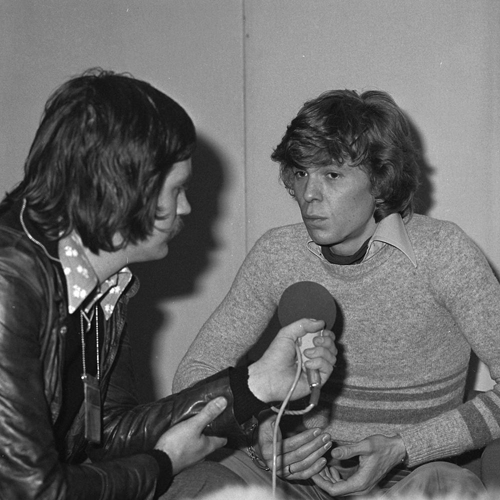
Jürgen Marcus interviewé par un journaliste le 3 avril 1976 à La Haye, le jour de l'Eurovision 1976.

### Points attribués par le Luxembourg
| 12 points | Monaco      |
| 10 points | France      |
| 8 points  | Royaume-Uni |
| 7 points  | Israël      |
| 6 points  | Portugal    |
| 5 points  | Autriche    |
| 4 points  | Pays-Bas    |
| 3 points  | Irlande     |
| 2 points  | Allemagne   |
| 1 point   | Suisse      |

### Points attribués au Luxembourg
| 12 points  | 10 points | 8 points | 7 points | 6 points             |
| ---------- | --------- | -------- | -------- | -------------------- |
|            |           |          |          | - Belgique - Irlande |
| 5 points   | 4 points  | 3 points | 2 points | 1 point              |
| - Pays-Bas |           |          |          |                      |

Jürgen Marcus interprète Chansons pour ceux qui s'aiment en 5e position lors du concours le 3 avril 1976, après Israël et avant la Belgique. Au terme du vote final, le Luxembourg termine 14e sur 18 pays, ayant obtenu 17 points.